# Adolphe Roberton
Adolphe Roberton, né le 28 novembre 1853 dans l'ancien 11e arrondissement de Paris et mort le 15 juillet 1899 dans le 13e arrondissement de Paris, est un sculpteur français.

## Biographie
Fils de Charles Hippolyte Roberton et Thérèse Lubineau, il épouse Marie-Hermance Thenon.
Il est sociétaire des artistes français, où il expose à partir de 1881.
Il est mort chez lui, Rue des Malmaisons, à l'âge de 45 ans.